# Chiesa dei Santi Giacomo e Cristoforo Apostoli (Ostellato)
La chiesa dei Santi Giacomo e Cristoforo Apostoli è la parrocchiale di Medelana, frazione di Ostellato, nell'Unione dei comuni Valli e Delizie in provincia di Ferrara. Appartiene al vicariato di San Cassiano dell'arcidiocesi di Ferrara-Comacchio e la sua costruzione risale al XII secolo.

## Storia

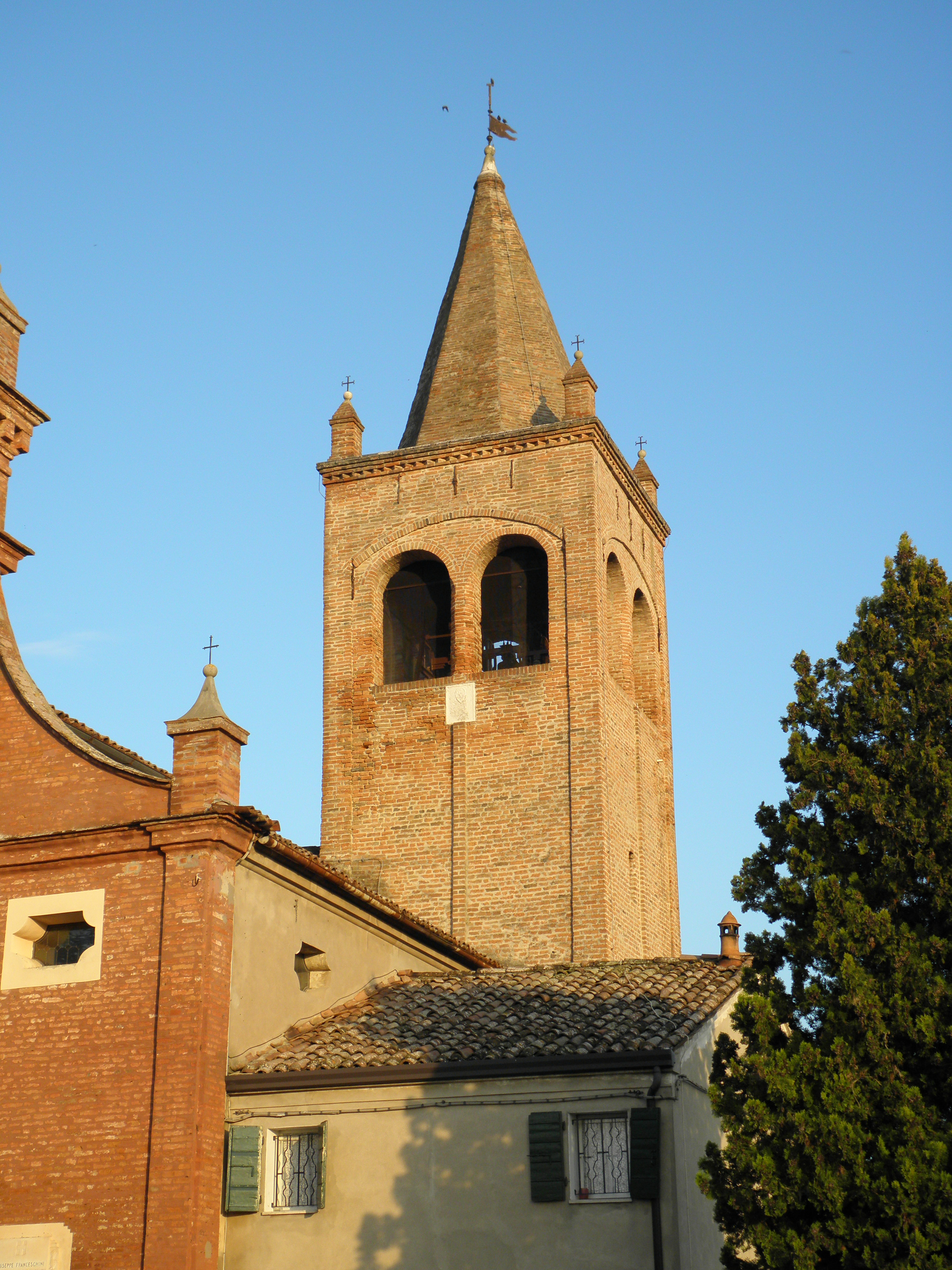
Torre campanaria.

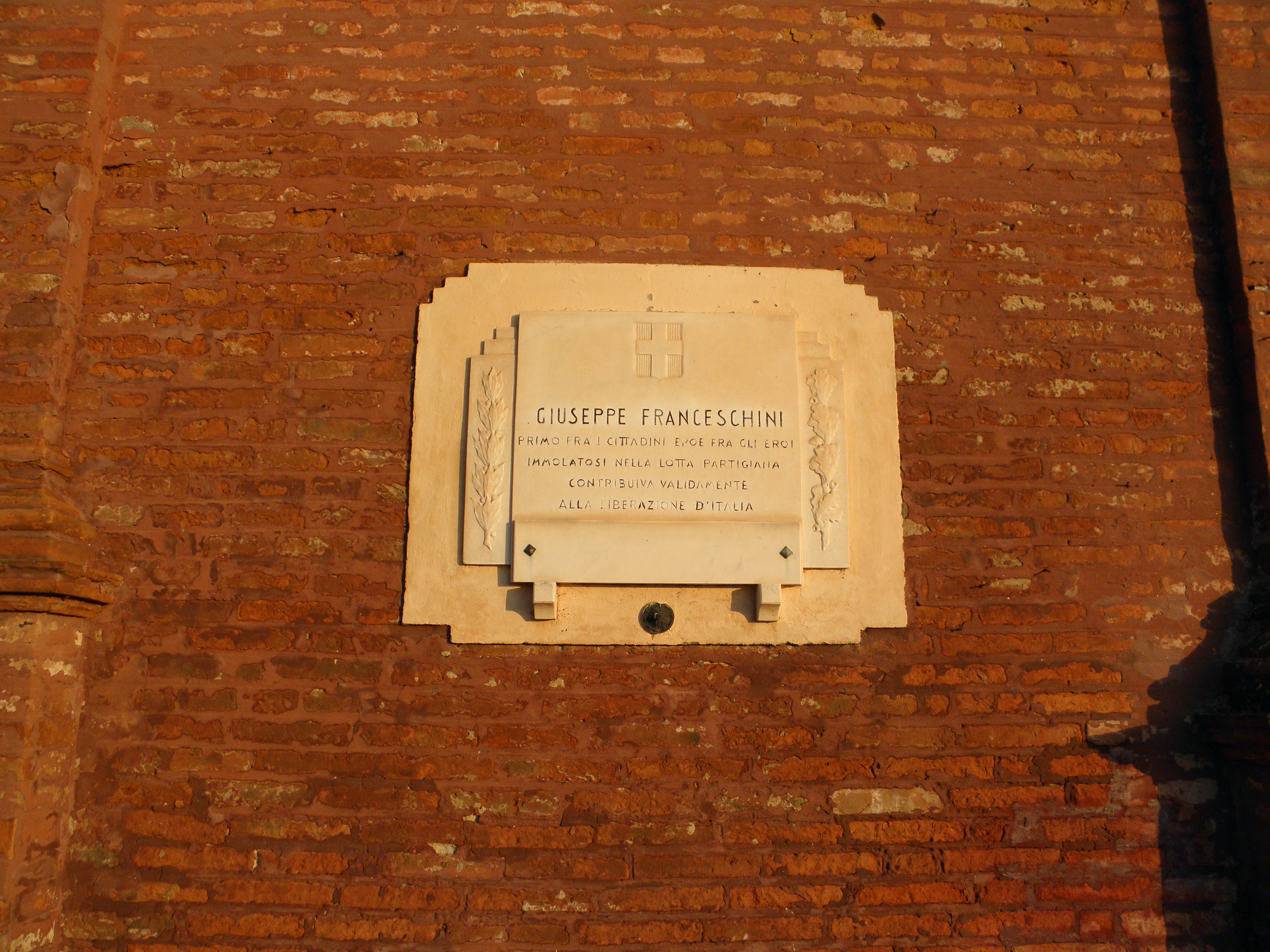
Epigrafe che ricorda il partigiano Giuseppe Franceschini posta sulla facciata della chiesa.

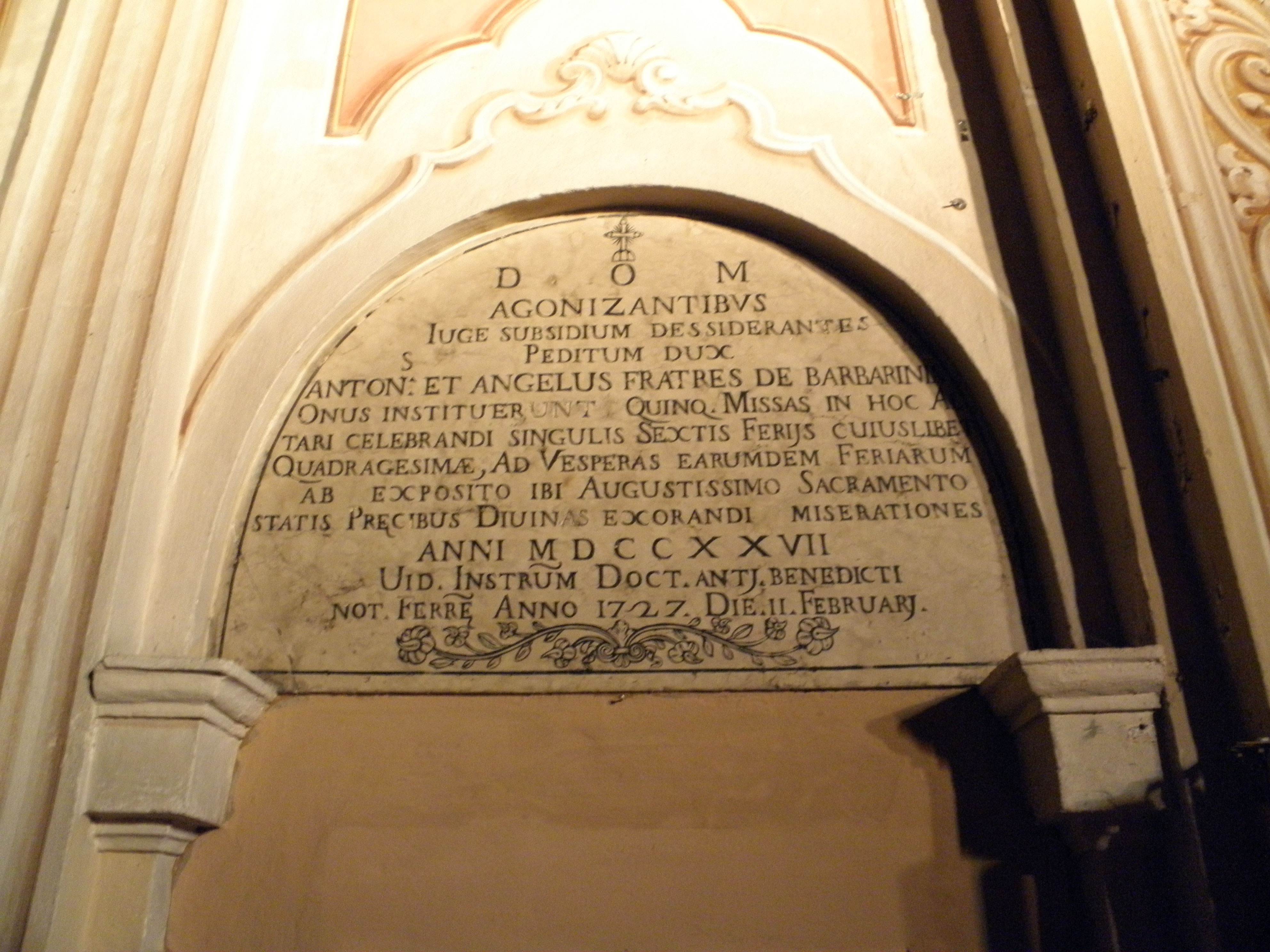
Interno.

Il centro abitato di Medelana venne citato su documenti sin dal 962 e la chiesa con dedica a San Cristoforo Martire fu ricordata nel 1001 con riferimenti ad un beneficio che vi era legato.
Dalla metà del XV secolo divenne meta di pellegrinaggio della confraternita della Morte di Ferrara, diretta a Medelana per onorare la Madonna. Dalla metà del secolo seguente la chiesa venne intitolata anche a Giacomo il Minore.
Nel secondo decennio del XVII secolo la chiesa ebbe la concessione del fonte battesimale e la struttura originale venne arricchita di decorazioni a stucco di gusto barocco.
Nella seconda metà del XX secolo venne restaurata e arricchita. Gli interni vennero decorati, fu sostituita la pavimentazione della parte presbiteriale e venne sostituito l'altar maggiore.
Fu la prima parrocchia nella regione ad effettuare gli adeguamenti liturgici nel 1968. L'altare maggiore storico venne rimosso e, su nuovi gradini fu sistemato l'altare rivolto al popolo.
Nel 1969 fu restaurata la torre campanaria romanica.

## Descrizione

### Esterni
La chiesa si trova in posizione meridionale rispetto al centro abitato storico di Medelana, all'incrocio tra via Felice Cavallotti e viale Giuseppe Franceschini, dedicato al partigiano ricordato con l'epigrafe posta all'esterno dell'edificio. La facciata a salienti è in cotto a vista e la parte centrale culmina con un grande frontone triangolare. La torre campanaria si alza in posizione arretrata sulla destra. La cella si apre con quattro grandi finestre a bifora e culmina con la piramide apicale con pinnacoli ai lati.

### Interni
L'interno della sala ha pianta ad aula, con cappelle laterali. Il presbiterio è elevato e vi si accede attraverso l'arco santo. Nella volta il catino absidale è arricchito di decorazioni.